# Gabriele Rauscher
Gabriele Rauscher (* 20. November 1970 in Münsingen) ist eine ehemalige deutsche Freestyle-Skierin. Sie war auf die Disziplin Buckelpiste spezialisiert.

## Karriere
Gabriele Rauscher nahm an den Weltmeisterschaften 1995 und 1997 teil, belegte jedoch den 17. und zwei Jahre später den 18. Rang. Bei den Olympischen Winterspielen in Nagano wurde sie im Buckelpistenwettbewerb Elfte. Ihre einzige Medaille im Weltcup gewann sie am 20. Dezember 1997 in La Plagne.